# Деревянный манекен (тренажёр)

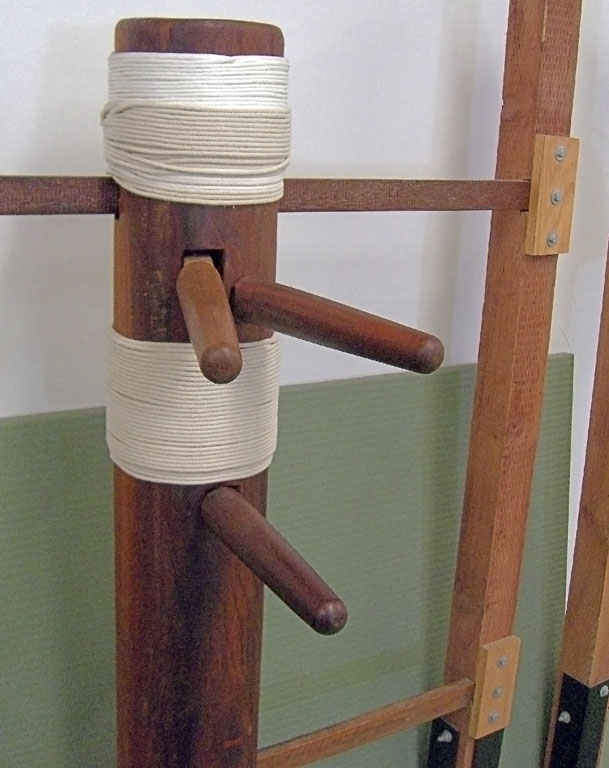
«Деревянный человек»

Му Жэнь Чжуан (кит. 木人樁, кит. упр. 木人桩 кит. пиньинь Mù rén zhuāng, деревянный манекен, кантон. muk yan jong, деревянный человек-столб) — спортивный тренажёр, деревянный манекен, который используется в учёбе нанесения различных ударов и техники ведения боя. Манекен используется во многих южных китайских стилях боевых искусств, например Хунгар, Цайлифо, Танланцюань, Багуачжан,, а так же в окинавском каратэ стиля годзю-рю, но наиболее известен благодаря Вин-Чуну.

## Строение
Деревянный манекен представляет собой цилиндрический деревянный столб длиной 152,5 см и 22,5 см в диаметре. Составными частями манекена являются: две «верхние руки», которые вставляются в два отверстия в верхней части «туловища», третья рука, называемая «средней рукой», расположена под двумя верхними руками; и «нога» манекена, согнутая, толщиной в три руки, расположенная под «средней рукой». Все эти элементы вместе составляют «тело» манекена, которое крепится на каркасе из двух брусьев, проходящих через отверстия в верхней и нижней частях столба.
Muk Yan Jong изготавливают из дерева, в настоящее время также изготавливаются из современных материалов, таких как сталь и пластик.
Брусья закрепляются на двух перпендикулярных прямоугольных столбах, называемых упорными. Столбы жестко фиксируются к стене, к полу или вкапываются в землю, чтобы выдерживать сильные удары.
Многочисленные стили кунг-фу применяют деревянные столбы для отработки приемов. Их называют по-китайски «чун» (樁, кит. пиньинь zhuāng, палл. чжуан), что в переводе обозначает «столб, свая».
Если снаряды используются для отработки ударов руками и ногами стоя, в перемещениях и в прыжках, а также для развития равновесия и выносливости, их называют «столбами». Если же столб состоит из деревянного туловища с руками и ногами и представляет собой воображаемого партнера или противника, его называют «манекен».
Деревянный манекен сконструирован в соответствии со спецификой изучаемого стиля.
Длина, толщина туловища, рук, ноги, пересекающих брусьев, опорных столбов — всё должно быть согласованно с движениями. Деревянный манекен помогает исправить неправильные движения, так же как транспортир (угломер) помогает выпрямить угол. С его помощью это можно сделать довольно быстро. Некоторые последователи недооценивают значение деревянного манекена и не могут с его помощью исправить направление и угол своих движений, развить способность чувствовать партнера. Для этих практикантов не существует «эффект угломера».

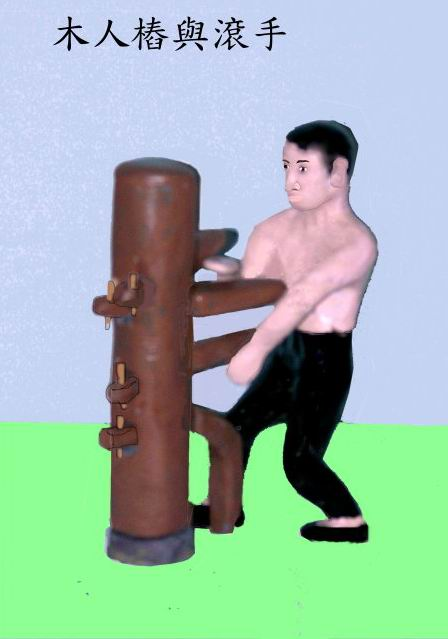

## История

### В Вин-Чуне
Появился ли деревянный манекен до создания Вин-Чунь или Вин-Чун появился раньше манекена — сложная для разрешения проблема, требующая специальных исследований. Но согласно древним легендам в Шаолиньском монастыре была Аллея Деревянных Манекенов. В неё входили деревянные манекены различных конструкций для интенсивных тренировок. Первые манекены представляли собой простой прямой деревянный столб, который заменял противника. Позднее первые мастера Вин-Чунь существенно улучшили его конструкцию, добавив три «руки» и «ногу», как он и выглядит в наши дни. Вначале простые упражнения постепенно совершенствовались, и в конце концов полностью систематизировались, в «Технику деревянного манекена».
В молодости Ип Мана приемы с манекеном содержали 140 движений, разделенных на 10 частей для практических целей.
Позже Мастер Ип Ман переехал в Гонконг, открыл школу и начал обучать учеников. Он решил, что техника деревянного манекена слишком громоздка и сложна, поэтому сократил её до 108 движений и в конце концов, экспериментируя годами, перестроил комплекс в 116 движений.